# ナストロ・ダルジェント作品賞
ナストロ・ダルジェント作品賞（Nastro d'argento al miglior film）は、ナストロ・ダルジェント賞の部門のひとつである。2017年、最優秀作品監督賞（Nastro d'argento al regista del miglior film）に代わって監督賞（Nastro d'argento al miglior regista）とともに設置された。

## 受賞作・候補作一覧
太字が受賞作品。

### 2010年代
- 2017年：
  - ナポリの隣人 La tenerezza（監督：ジャンニ・アメリオ）
  - 花咲く恋 Fiore（監督：クラウディオ・ジョヴァンネージ）
  - フォルトゥナータ Fortunata（監督：セルジオ・カステッリット）
  - 切り離せないふたり Indivisibili（監督：エドアルド・デ・アンジェリス）
  - 君が望むものはすべて Tutto quello che vuoi（監督：フランチェスコ・ブルーニ）
- 2018年：
  - ドッグマン Dogman（監督：マッテオ・ガッローネ）
  - チャンブラにて A Ciambra（監督：ジョナス・カルピニャーノ）
  - 君の名前で僕を呼んで Call Me By Your Name（監督：ルカ・グァダニーノ）
  - 幸福なラザロ Lazzaro felice（監督：アリーチェ・ロルヴァケル）
  - LORO 欲望のイタリア Loro（監督：パオロ・ソレンティーノ）
- 2019年：
  - シチリアーノ 裏切りの美学 Il traditore（監督：マルコ・ベロッキオ）
  - 幸せな感じ Euforia（監督：ヴァレリア・ゴリーノ）
  - ザ・グレイテスト・キング Il primo re（監督：マッテオ・ロヴェレ）
  - La paranza dei bambini（監督：クラウディオ・ジョヴァンネージ）
  - サスペリア Suspiria（監督：ルカ・グァダニーノ）

### 2020年代
- 2020年：
  - 悪の寓話 Favolacce（監督：ファビオ＆ダミアーノ・ディンノチェンツォ）
  - 離ればなれになっても Gli anni più belli（監督：ガブリエーレ・ムッチーノ）
  - Hammamet（監督：ジャンニ・アメリオ）
  - 幸運の女神 La dea fortuna（監督：フェルザン・オズペテク）
  - ほんとうのピノッキオ Pinocchio（監督：マッテオ・ガッローネ）

- 2021年：
  - Le sorelle Macaluso（監督：エンマ・ダンテ）
  - Assandira（監督：サルヴァトーレ・メレウ）
  - きっと大丈夫 Cosa sarà（監督：フランチェスコ・ブルーニ）
  - Lei mi parla ancora（監督：プーピ・アヴァーティ）
  - 私を殺さないで Non mi uccidere（監督：アンドレア・デ・シーカ）

- 2022年：
  - Hand of God -神の手が触れた日- È stata la mano di Dio（監督：パオロ・ソレンティーノ）
  - 内なる檻 Ariaferma（監督：レオナルド・ディ・コスタンツォ）
  - フリークスアウト Freaks Out（監督：ガブリエーレ・マイネッティ）
  - ノスタルジア Nostalgia（監督：マリオ・マルトーネ）
  - 笑いの王 Qui rido io（監督：マリオ・マルトーネ）

- 2023年
  - エドガルド・モルターラ ある少年の数奇な運命 Rapito（監督：マルコ・ベロッキオ）
  - チネチッタで会いましょう Il sol dell'avvenire（監督：ナンニ・モレッティ）
  - Il ritorno di Casanova（監督：ガブリエレ・サルヴァトレス）
  - 蟻の王 Il signore delle formiche（監督：ジャンニ・アメリオ）
  - 乾いたローマ Siccità（監督：パオロ・ヴィルズィ）
- 2024年
  - 僕はキャプテン Io capitano（監督：マッテオ・ガッローネ）
  - 潜水艦コマンダンテ 誇り高き決断 Comandante（監督：エドアルド・デ・アンジェリス）
  - 墓泥棒と失われた女神 La chimera（監督：アリーチェ・ロルヴァケル）
  - I dannati（監督：ロベルト・ミネルヴィーニ）
  - 信頼 Confidenza（監督：ダニエーレ・ルケッティ）